# Abelard Saragossà
Pour les articles homonymes, voir Saragosse et Alba.
Abelard Saragossà i Alba, né en 1954 à Silla (province de Valence), est un linguiste espagnol de langue catalane et un professeur de philologie catalane de l'université de Valence.

## Biographie
Il a publié divers ouvrages ayant pour thématique le valencien, parmi lesquels on peut citer Gramàtica Valenciana raonada i popular ou Passat, present i futur de les Normes ortogràfiques de Castelló (1932), consacré aux Normes de Castellón. En 2006 il obtient le Prix d'essai en valencien de la Generalitat valencienne pour son travail Reivindicació científica del valencià. Il est connu pour son positionnement conciliateur entre catalanistes et sécessionnistes dans le conflit linguistique valencien, défendant en particulier un rapprochement entre langage savant et scientifique et langue populaire des Valenciens,.
Il fut invité en décembre 2010 à donner une conférence à l'institution culturelle Lo Rat Penat, à la suite de laquelle l'édifice a été victime de graffitis traitant l'institution de « catalaniste ». Attribuées aux secteurs blavéristes radicaux, les dégradations ont suscité une vive réprobation de la part du président de Lo Rat Penat, Enric Esteve, qui a condamné l’extrémisme de certains secteurs politiques sécessionnistes, ce qui constitue une inflexion de son positionnement depuis la fin des années 1970, favorable au sécessionnisme,. 
En 2016, il est élu membre de l'Académie valencienne de la langue

## Publications
- (ca) Criteris de la normativa: l'ortografia contemporània, uns quants problemes actuals, Saó, Valence, 1997, 316 p.
- (ca) Passat, present i futur de les Normes ortogràfiques de Castelló (1932), Valence, Editorial Saò, 1998
- (ca) Problemes bàsics de la teoria sintàctica generativista (1957-1986), Université de Valence, Valence, 1992, 304 p.
- (ca) Els predicatius i les categories sintàctiques, Université de Valence, Valence, 1994, 243 p.
- (ca) El valencià del futur : una contribució ideològica, Benicarlo, Edicions Alambor (no 2), 2002 (1re éd. 2000), 206 p. (ISBN 978-8-493-16202-3)
- (ca) Gramàtica valenciana raonada i popular: els fonaments, Tabarca Llibres, 2005, 336 p.
- (ca) Reivindicació del valencià : una contribució, Valencia, Tabarca llibres, 2007 (1re éd. 2006), 322 p. (ISBN 978-8-480-25209-6)